# Tyra Calderwood
Tyra Calderwood (Sydney, 19 september 1990) is een tennisspeelster uit Australië.
Op driejarige leeftijd begon ze met tennis. Haar favoriete ondergrond is gras. Zij speelt rechtshandig en heeft een tweehandige backhand.
In 2008 speelde ze op het vrouwendubbelspeltoernooi van de Australian Open met Alenka Hubacek. In 2009 keerde zij terug, maar beide jaren verloor zij in de eerste ronde. In 2012 kreeg ze een wildcard samen met Stephanie Bengson.
In december 2008 won ze samen met Shannon Golds het ITF-dubbelspeltoernooi van Sorrento.

## Posities op deWTA-ranglijst
Positie per einde seizoen:
| jaartal | ranking enkelspel | ranking dubbelspel |
| ------- | ----------------- | ------------------ |
| 2014    | –                 | 1064               |
| 2013    | 886               | 383                |
| 2012    | 953               | 208                |
| 2011    | 1209              | 379                |
| 2010    | 1110              | 428                |
| 2009    | 754               | 265                |
| 2008    | 744               | 532                |
| 2007    | 855               | –                  |
| 2006    | 1043              | 627                |
| 2004    | 1231              | –                  |

## Prestatietabel grandslamtoernooien
| Legenda | Legenda                          |
| ------- | -------------------------------- |
| g.t.    | geen toernooi gehouden           |
| l.c.    | lagere categorie                 |
| –       | niet deelgenomen                 |
| G       | uitgeschakeld in de groepsfase   |
| 1R      | uitgeschakeld in de eerste ronde |
| 2R      | uitgeschakeld in de tweede ronde |
| 3R      | uitgeschakeld in de derde ronde  |
| 4R      | uitgeschakeld in de vierde ronde |
| KF      | uitgeschakeld in de kwartfinale  |
| HF      | uitgeschakeld in de halve finale |
| F       | de finale verloren               |
| W       | het toernooi gewonnen            |
| w-v     | winst/verlies-balans             |

### Vrouwendubbelspel
| Toernooi        | 2008 | 2009 |    | 2012 |
| --------------- | ---- | ---- | -- | ---- |
| Australian Open | 1R   | 1R   | 1R |      |
| Roland Garros   | –    | –    | –  |      |
| Wimbledon       | –    | –    | –  |      |
| US Open         | –    | –    | –  |      |